# Unité urbaine de Saint-Gervasy
L'unité urbaine de Saint-Gervasy est une ancienne unité urbaine française centrée sur Saint-Gervasy. En 2020 elle fusionne avec l'unité urbaine de Bezouce et prend son nom.

## Données générales
En 2010, selon l'Insee, l'unité urbaine de Saint-Gervasy est composée de deux communes, toutes situées dans l'arrondissement de Nimes, subdivision administrative du département du Gard.
L'unité urbaine de Saint-Gervasy est un pôle urbain de l'aire urbaine de Nîmes. 

## Délimitation de l'unité urbaine de 2010
En 2010, l'INSEE a procédé à une révision des délimitations des unités urbaines de la France ; celle de Saint-Gervasy est composée de deux communes. 

### Communes
Liste des communes appartenant à l'unité urbaine de Saint-Gervasy selon la nouvelle délimitation de 2010 et sa population municipale en 2010 (liste établie par ordre alphabétique) :
| Nom           | Code Insee | Département | Statut       | Superficie (km2) | Population (dernière pop. légale) | Densité (hab./km2) | Modifier                                    |
| ------------- | ---------- | ----------- | ------------ | ---------------- | --------------------------------- | ------------------ | ------------------------------------------- |
| Cabrières     | 30057      | Gard        | ville-centre | 14,76            | 1 781 (2022)                      | 121                | modifier les données · modifier les données |
| Saint-Gervasy | 30257      | Gard        | ville-centre | 6,93             | 1 990 (2022)                      | 287                | modifier les données · modifier les données |

## Évolution démographique
L'évolution démographique ci-dessous concerne l'unité urbaine selon le périmètre défini en 2010.
| 1968 | 1975 | 1982  | 1990  | 1999  | 2009  | 2014  | 2015 |
| ---- | ---- | ----- | ----- | ----- | ----- | ----- | ---- |
| 731  | 908  | 1 361 | 2 117 | 2 593 | 3 032 | 3 381 | -    |

## Sources
1. ↑  Unité urbaine 2010 de Saint-Gervasy
2. ↑  Unité urbaine de Saint-Gervasy selon le nouveau zonage de 2010
3. ↑  « Dossier complet − Unité urbaine 2010 de Saint-Gervasy (30108) », sur Insee (consulté le 2 juin 2024).